# Megaselia schildi
Megaselia schildi är en tvåvingeart som beskrevs av Borgmeier 1971. Megaselia schildi ingår i släktet Megaselia och familjen puckelflugor.
Artens utbredningsområde är Costa Rica. Inga underarter finns listade i Catalogue of Life.